# Wege der Jakobspilger in Frankreich

Verlauf der vier Hauptwege in Frankreich

Unter der Bezeichnung „Wege der Jakobspilger in Frankreich“ fasst die UNESCO die durch Frankreich verlaufenden vier Jakobswege Via Lemovicensis, Via Podiensis, Via Tolosana und Via Turonensis zusammen.

## Einschreibung
Die Einschreibung in die Liste des UNESCO-Welterbes erfolgte während der 22. Sitzung des Welterbekomitees vom 30. November bis zum 5. Dezember 1998 in der japanischen Stadt Kyōto.
Folgende Kriterien wurden zum Zeitpunkt der Einschreibung in die Liste des Welterbes erfüllt:
- ii: Die Güter zeigen, für einen Zeitraum oder in einem Kulturgebiet der Erde, einen bedeutenden Schnittpunkt menschlicher Werte in Bezug auf die Entwicklung von Architektur oder Technologie, der Großplastik, des Städtebaus oder der Landschaftsgestaltung auf.
- iv: Die Güter stellen ein hervorragendes Beispiel eines Typus von Gebäuden, architektonischen oder technologischen Ensembles oder Landschaften dar, die einen oder mehrere bedeutsame Abschnitte der Geschichte der Menschheit versinnbildlichen.
- vi: Die Güter sind in unmittelbarer oder erkennbarer Weise mit Ereignissen oder überlieferten Lebensformen, mit Ideen oder Glaubensbekenntnissen oder mit künstlerischen oder literarischen Werken von außergewöhnlicher universeller Bedeutung verknüpft.

## Beschreibung
Als „Jakobsweg“ (französisch Pèlerinage de Saint-Jacques-de-Compostelle, spanisch Camino de Santiago) wird eine Anzahl von Pilgerwegen durch ganz Europa bezeichnet, die alle das angebliche Grab des Apostels Jakobus im spanischen Santiago de Compostela in Galicien zum Ziel haben. In erster Linie wird darunter der Camino Francés verstanden, jene hochmittelalterliche Hauptverkehrsachse Nordspaniens, die von den Pyrenäen zum Jakobsgrab führt und die Königsstädte Jaca, Pamplona, Estella, Burgos und León miteinander verbindet.

## Namensherkunft
Die erste Erwähnung des Jakobsweges stammt aus dem Jahr 1047. In einer Urkunde des Hospitals von Arconada, Provinz Palencia wird die nordspanische Hauptverkehrsachse als „Weg, der seit alten Zeiten von Pilgern des heiligen Jakobus und Peter und Paul begangen“ bezeichnet.
Demgegenüber hat sich eine internationale, 1985 vom Europarat eingesetzte und bei der Regierung der Autonomen Gemeinschaft Galicien angesiedelte Expertenkommission auf eine Nomenklatur verständigt, nach der lediglich die nordspanische Hauptverkehrsachse die Bezeichnung Camino de Santiago (Jakobsweg) tragen soll. Alle anderen Routen werden als „Wege der Jakobspilger“ bezeichnet.
In Frankreich basiert die Wiederherstellung des Wegenetzes auf einem komplexen System von Klassifizierungen, die das Centre d’études compostellanes in Paris in den 1980er Jahren eingeführt hat: Als „Wege der Jakobspilger“ gelten lediglich die vier Hauptwege Via Turonensis, Via Lemovicensis, Via Podiensis und Via Tolosana, die bereits im 12. Jahrhundert im Pilgerführer (5. Buch des Liber Sancti Jacobi) Erwähnung gefunden haben. Eine zweite Kategorie bilden die Itinéraires; dabei handelt es sich um weitere Strecken, für die historische Pilgerführer oder Pilgerberichte vorliegen. Als dritte Kategorie gibt es die Cheminements; das sind Routen, die durch Dokumente wie Zollbücher oder Passantenlisten von Hospitälern und weitere Zeugnisse als Wege der Jakobspilger nachgewiesen sind.
Die Hauptwege wurden in Zusammenarbeit mit der Fédération française de la randonnée pédestre als GR-Fernwanderwege ausgewiesen.

## Hauptwege

### Via Lemovicensis

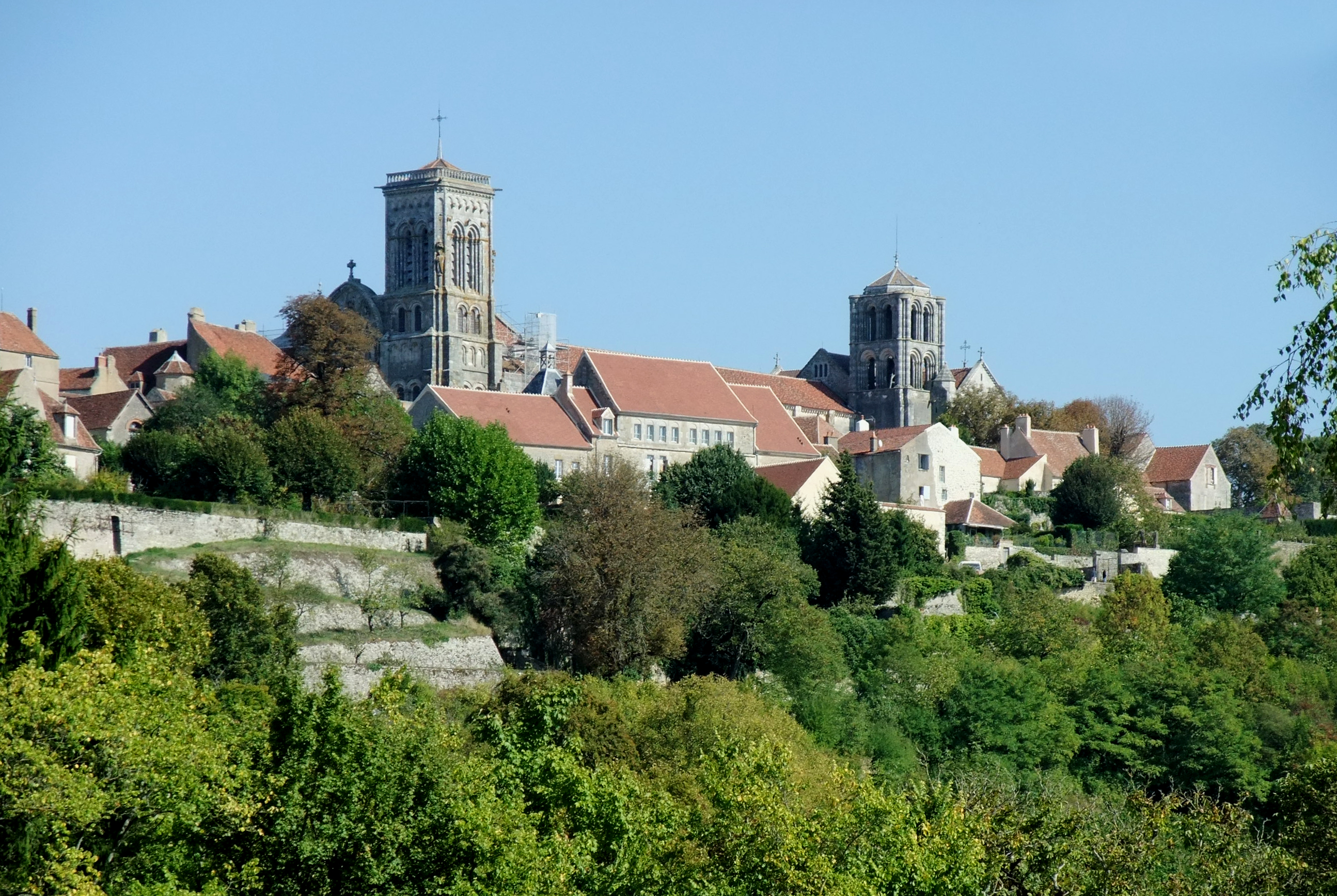
Vezelay – Ste-Marie-Madeleine

Die Via Lemovicensis (französisch Voie limousine oder Voie de Vézelay) verläuft von Vézelay mit seiner Basilika Ste-Marie-Madeleine () auf verschiedenen Varianten über das namensgebende Limoges bis nach Ostabat () am Fuß der Pyrenäen im Département Pyrénées-Atlantiques in der Region Nouvelle-Aquitaine.
Hier trifft die Via Lemovicensis auf die Via Turonensis und die Via Podiensis.

### Via Podiensis

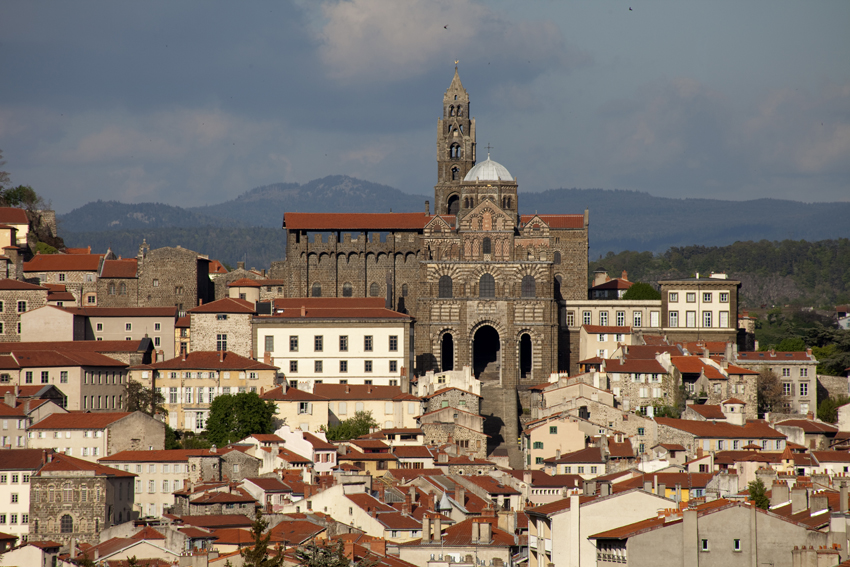
Kathedrale von Le Puy-en-Velay

Die Via Podiensis (lateinisch via = Weg, podium = Le Puy („Bergkuppe“)) führt von der Kathedrale Notre-Dame () in Le Puy-en-Velay in der Auvergne über das Zentralmassiv, durch die Schlucht des Dourdou de Conques, entlang des Lot bis nach Cahors und durch die Gascogne nach Ostabat.

### Via Tolosana

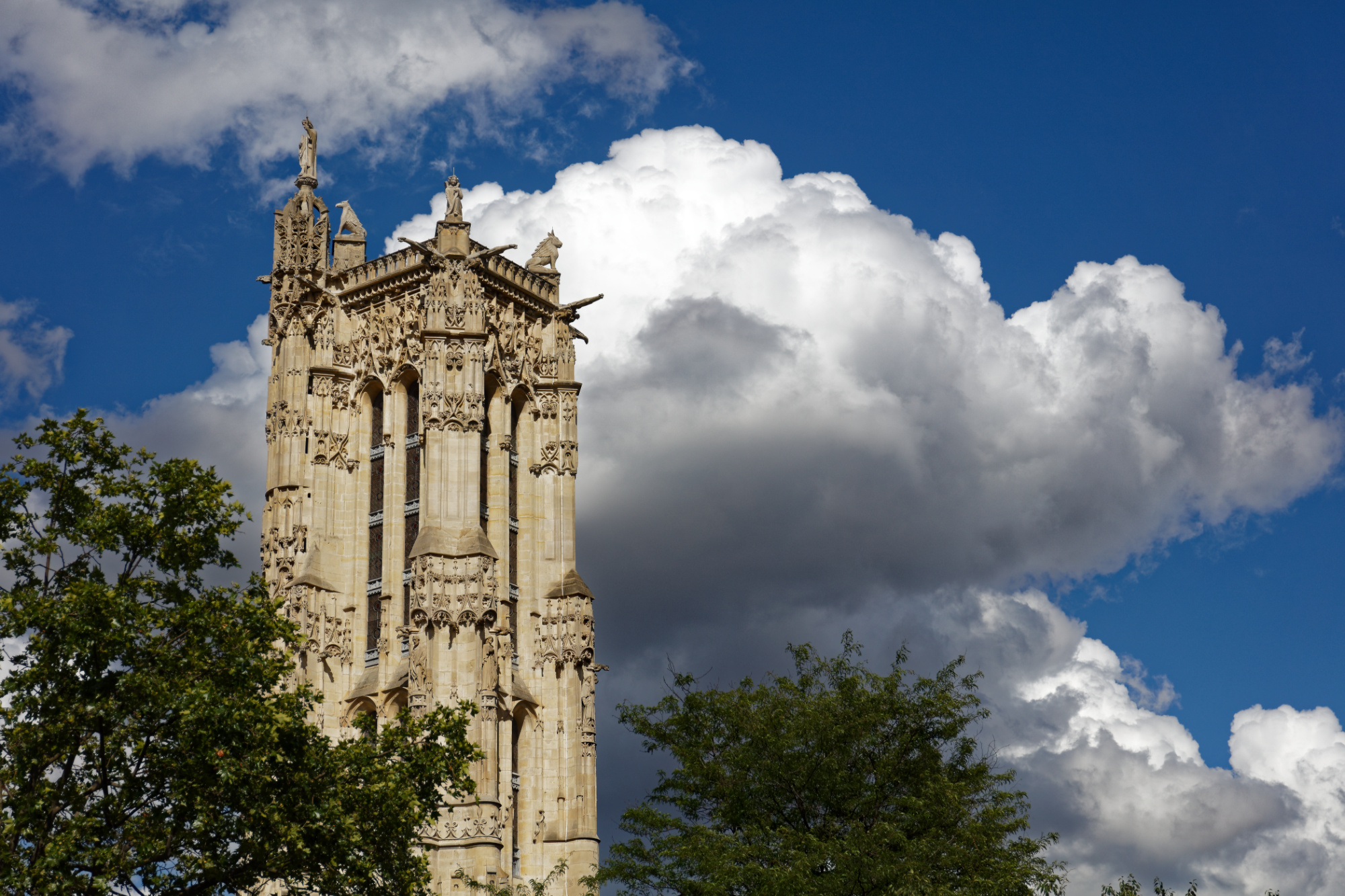
Paris – Turm Saint-Jacques

Die Via Tolosana (französisch Voie Toulousaine) hat ihren Sammelpunkt und Beginn in Arles () an der Rhone, hier sammeln sich die Pilger aus Italien und der Provence sowie aus dem nördlichen Rhonetal. Sie verläuft über Vauvert, Olargues, Sorèze, Toulouse, Marciac, Lurbe-Saint-Christau und über den Col du Somport nach Puente la Reina.

### Via Turonensis
Die Via Turonensis ist die nördlichste Route der Pilger durch Frankreich. Sie führt vom Turm Saint-Jacques () im Pariser Quartier du Châtelet über Orléans, Saint-Dyé-sur-Loire, die namensgebende Stadt Tours, Poitiers, Bordeaux und Saint-Paul-lès-Dax nach Ostabat.

## Nebenwege
Die Via Podiensis und die Via Tolosana wird durch den ausgeschilderten Weg Conques Toulouse verbunden. Höhepunkt ist hierbei neben dem Ausgangs- und Endpunkt Rabastens, mit der Pfarrkirche Notre-Dame-du-Bourg (Rabastens), die einen ausgesprochenen Pilgerbezug aufweist.